# Salvasjärvi
Salvasjärvi (finska) eller Sálvvošjávri (nordsamiska) är en sjö i Finland. Den ligger i kommunen Enontekis i landskapet Lappland, i den norra delen av landet, 900 km norr om huvudstaden Helsingfors. Salvasjärvi ligger 441,5 meter över havet. Omgivningarna runt Salvasjärvi är i huvudsak ett öppet busklandskap. Arean är 77,2 hektar och strandlinjen är 6,82 kilometer lång. Sjön  ingår i Torne älvs huvudavrinningsområde.  Den ligger mellan höjderna Lumpuvaara vid västra stranden och Sálvvošbuollán vid den östra. Sálvvo
Sjön ligger i Tarvantovaara ödemarksområde. Vid sjöns södra ända finns en renskiljningsplats och en samisk sommarbosättning. Nära den norra ändan finns en Salvasjärvi ödestuga upprätthållen av Forststyrelsen. En snöskoterled leder över sjön.